# (29724) 1999 AP24
(29724) 1999 AP24 est un astéroïde de la ceinture principale d'astéroïdes découvert en 1999.

## Description
(29724) 1999 AP24 a été découvert le 15 janvier 1999 au Centre de recherches en géodynamique et astrométrie (CERGA), à Caussols en France, par le projet scientifique européen OCA-DLR Asteroid Survey (ODAS).

### Caractéristiques orbitales
L'orbite de cet astéroïde est caractérisée par un demi-grand axe de 2,64 ua, un périhélie de 2,50 ua, une excentricité de 0,06 et une inclinaison de 3,42° par rapport à l'écliptique. Du fait de ces caractéristiques, à savoir un demi-grand axe compris entre 2 et 3,2 ua et un périhélie supérieur à 1,666 ua, il est classé, selon la JPL Small-Body Database, comme objet de la ceinture principale d'astéroïdes.

### Caractéristiques physiques
(29724) 1999 AP24 a une magnitude absolue (H) de 14,7 et un albédo estimé à 0,428.